# August Hörl
August Hörl (* 30. Juli 1876 in Laufen (Salzach); † 11. August 1956 in Weihmörting) war ein deutscher Oberst, Kaufmann und paramilitärischer Aktivist.

## Leben
Hörl besuchte ein Humanistisches Gymnasium und trat 1895 als Zweijährig-Freiwilliger und Offizieraspirant in das 4. Infanterie-Regiment „König Wilhelm von Württemberg“ der Bayerischen Armee ein. Nach dem Beuch der Kriegsschule avancierte er Anfang März 1897 zum Leutnant und wurde 1902 zum 16. Infanterie-Regiment „Großherzog Ferdinand von Toskana“ versetzt. 1906/08 war Hörl als Adjutant des Bezirkskommandos Rosenheim kommandiert, stieg zwischenzeitlich zum Oberleutnant auf und absolvierte ab 1909 für drei Jahre die Kriegsakademie, die ihm die Qualifikation für die Adjutantur aussprach. Ab 1912 diente Hörl als Adjutant der Landwehrinspektion München und rückte Ende März 1913 zum Hauptmann auf.
Mit Ausbruch des Ersten Weltkriegs wurde Hörl Anfang August 1914 Adjutant der Ersatz-Division.
Nach Kriegsende wurde er 1920 als Major aus der Armee verabschiedet. Er wurde am 1. Juli 1920 zum 1. militärischen Stabsleiter der Organisation Kanzler in München berufen, welche das Ziel hatte Heimwehrgruppen in den österreichischen Bundesländern finanziell und logistisch zu unterstützen, zu bewaffnen und mit entsprechenden Organisationen in Bayern zu einer „Alpenföderation“ zu vereinen. Er gründete in diesem Zweck im Jahr 1921 die „Ost-Handelsgesellschaft“ mit der er bis 1923 einen florierenden Handel mit den Balkanstaaten aufbauen konnte und somit unzählige Waffenlieferungen nach Österreich finanzieren konnte. Er wirkte 1923 als Vorstandsmitglied der Chebag Chemische Fabrik "Bayern" AG.
Im Winter 1922 wurde er auf einem Besuch in Wien von dem österreichisch-ukrainischen Journalisten und Offizier Richard Yary aufgesucht, welcher mit Hörl vereinbarte, dass Anhänger der Ukrainischen Militärorganisation (UVO) in München ausgebildet werden konnten. Hörl nutzte seine Kontakte zur Reichswehr um Jary weitere Kontakte nach Berlin und Königsberg zu beschaffen. Die geheime Ausbildung wurde schließlich im Mai 1923 durch die bayerische Fremdenpolizei aufgedeckt.
1925 war er im Deutschen Notbann aktiv. Er engagierte sich auch im Verein für das Deutschtum im Auslande. Seit mindestens 1926 wirkte er auch als 1. Vorsitzender des Münchener Andreas-Hofer-Bund. In den Jahren 1927 bis 1933 diente er als Leiter der Abteilung Volksertüchtigung im bayerischen Staatsministerium für Unterricht und Kultus. 1933 wurde er in die Reichswehr reaktiviert und schied 1938 als Oberst aus der Wehrmacht aus.

## Schriften
- Deutsch Südtirols Leidensweg. München 1925.
- Der Kampf der Deutschen in der Tschechen-Slowakei und die Bedrohung der Ostgrenze Bayerns durch die Tschechen. München 1925.
- Deutsche Lebensfragen: ein Mahnruf zur Wehrhaftigkeit. Dieng, 1927.
- Leibesübung ist Bürgerpflicht!. München 1928.